# Nicanor Parra
Nicanor Segundo Parra Sandoval (San Fabián de Alico, 5 settembre 1914 – La Reina, 23 gennaio 2018) è stato un poeta, matematico e fisico cileno.

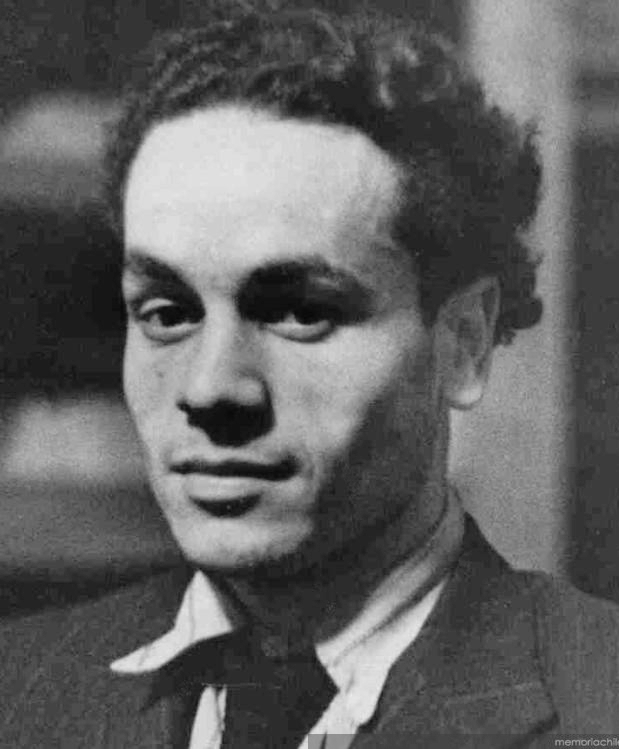
Parra, 1935

Le sue opere hanno avuto una profonda influenza nella letteratura ispano-americana. Considerato il creatore dell'"antipoesia", è considerato da numerosi critici tra cui Harold Bloom, Niall Binns e Roberto Bolaño uno dei più grandi poeti cileni dei suoi tempi.

## Biografia
Figlio maggiore del musicista e maestro elementare Nicanor Parra e di Rosa Clara Sandoval Navarrete, sarta e tessitrice di origini contadine, nasce nella provincia cilena di Chillán. È inoltre fratello della celebre cantautrice Violeta Parra.
Nel 1932 si trasferisce a Santiago. Esordisce nel 1937 con Cancionero sin nombre, con un linguaggio colloquiale e prevalenza di temi popolari.
Parra si situa in una posizione antitetica rispetto alla consolidata tradizione poetica cilena, quella di Pablo Neruda, Vicente Huidobro e Gabriela Mistral.
Con il termine "antipoesia", da lui coniato, respinge ogni registro alto e situa la poesia nel quotidiano, inserendovi il lessico dei mass media, facendo uso dell'ironia e della parodia, e aprendo così una strada nuova, che si diffonde ampiamente nei decenni successivi, trovando seguaci come Ernesto Cardenal e Roque Dalton.
Docente universitario di matematica e fisica, viaggia molto per lavoro, entrando in contatto con la poesia anglosassone, quella di Thomas Stearns Eliot, Ezra Pound, Walt Whitman, da cui è grandemente influenzato.
Il suo secondo libro, Poemas y antipoemas, esce nel 1954.
L'umorismo nero e il sarcasmo si inseriscono in composizioni spesso in versi liberi, ma anche in metri classici come l'endecasillabo o il settenario.
La figura del poeta da lui ridicolizzata si contrappone così a quella di creatore semidivino che aveva assunto presso Neruda e Huidobro.

## Opere
La cueca larga (1958), Versos de salón (1962), Canciones Rusas (1967), Otros poemas (1950-1968) testimoniano ancora una volta la sua vena irriverente e il suo interesse per il folklore, contribuendo a distanziarlo maggiormente dalla poesia ermetica e metaforica.
In Obra gruesa (1969) Parra raccoglie la sua opera completa fino a quel momento, tralasciando Cancionero sin nombre.
Nelle sue opere più recenti Nuevos Sermones (1979),  Hojas de parrà (1985), Poemas para combatir la calvicie (1993), affronta in particolare, con il suo caratteristico humour nero, il tema della religione e della morte.

### Traduzioni in italiano
- Antipoesie, Einaudi, Torino, 1974
- Le montagne russe, Medusa, Milano, 2008
- L'ultimo spegne la luce, Bompiani, Milano, 2019